# بار و گریل ورزشی بیکینی
بار و گریل ورزشی بیکینی (انگلیسی: Bikinis Sports Bar & Grill) زنجیره ای از بارها و رستوران‌های ورزشی واقع در تگزاس بود. این رستوران زنجیره‌ای به خاطر پیشخدمت‌های کم‌پوشش به نام «بیکینی بیبز» معروف بود که یونیفرم‌هایشان از تاپ بیکینی، چکمه‌های کابویی و شورت‌های جین تنگ تشکیل شده‌است. این زنجیره همچنین برای علامت تجاری اصطلاح "breastaurant" (اصطلاح رایج برای این رستوران و رستوران‌های مشابه) و خرید یک شهر ارواح که به‌طور موقت به "Bikinis، تگزاس" تغییر نام داد، معروف بود. این زنجیره در ۲۳ دسامبر ۲۰۱۸ فعالیت خود را متوقف کرد.
داگ گولر مؤسس رستوران گزارش می‌دهد که در سال ۲۰۰۱ در تعطیلات استرالیا پس از پیشنهاد یک پیشخدمت جذاب در حین تماشای راگبی، ایده ساخت Bikinis Sports Bar & Grill را به دست آورد. گولر این نظریه را مطرح کرد که ترکیبی از ورزش، آبجو، و جذابیت جنسی به ویژه ضد رکود خواهد بود. اولین رستوران در آستین در سال ۲۰۰۶ افتتاح شد، و در مجموع ۱۴ مکان متعاقباً افتتاح شد که همه آنها اکنون بسته شده‌اند. بیشتر مکان‌ها در کریدور بین ایالتی ۳۵ در تگزاس (سن آنتونیو) بودند.
برنامه تلویزیونی CBS Undercover Boss در ۲۸ دسامبر ۲۰۱۴ پخش شد. او با متصدی باری ارتباط برقرار کرد که گفت او معمولاً تاپ بیکینی می‌پوشد اما از پوشیدن آن در مقابل دوربین احساس ناراحتی می‌کرد، بنابراین او ترجیح داد یک تی شرت بپوشد. او احساس کرد که او در حال مراقبت از یک حامی مست است. او نمی‌دانست که گولر مدیر عامل شرکت است، او صراحتاً در مورد علاقه‌ای به این شغل به عنوان یک شغل صریح بود. فقدان اشتیاق در نهایت باعث شد که گولر او را در مقابل دوربین اخراج کند. یک پیشخدمت با نگرش خوب با عمل جراحی بزرگ کردن سینه جایزه گرفت. این صحنه‌ها در شبکه‌های اجتماعی به ویژه در صفحات فیس بوک Bikinis و توییتر جنجال برانگیخت.
از ماه می ۲۰۱۵، بیکینی‌های واقع در DFW Metroplex، که در Undercover Boss نمایش داده شده‌اند، در حال تغییر نام تجاری توسط برندهای ATX به عنوان Pizzerias شرقی Gino هستند. این امر باعث می‌شود DFW دومین MSA پرجمعیت در تگزاس (به جز هیوستون و سن آنتونیو) باشد که رستوران‌های بیکینی موجود خود را از دست می‌دهد. مکان‌های DFW (آرلینگتون، ریچاردسون) از ۱۱ فوریه ۲۰۱۵ بسته شده‌اند، و مکان Mesquite پس از ۱۵ آوریل ۲۰۱۵. مکان آستین، TX در ۲۳ دسامبر ۲۰۱۸ فعالیت خود را متوقف کرد.